# 遊戲史

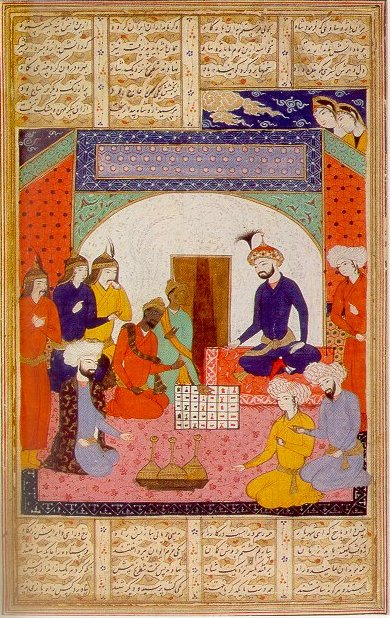
印度使節（可能由卡瑙季的摩卡里王朝國王薩爾瓦伐摩派遣）向霍斯勞一世進獻恰圖蘭卡棋局，出自14世紀文獻《棋論》

遊戲史可追溯至人類遠古時期。 遊戲是所有文化的重要組成部分，也是最古老的人類互動形式之一。遊戲是玩的形式化，使人們能夠超越即時想像和直接肢體活動。遊戲的共同特徵包括結果的不確定、公認規則、競爭性、特定的時空範圍、虛構元素、機遇成分、既定目標和個人樂趣。
遊戲承載著其所屬文化的世界觀並傳遞給後代。作為文化與社會紐帶活動、教學工具和社會地位標誌，遊戲具有重要意義。某些遊戲成為宮廷文化的常見元素，並被作為禮物饋贈。如賽尼特棋和中美洲球賽等遊戲常被賦予神話與宗教儀式意義，知識之杯和《快樂莊園》等遊戲用於傳授精神與道德課程，而沙特蘭茲與圍棋則被政治軍事精英視為培養戰略思維的途徑。
荷蘭文化史學家約翰·赫伊津哈在1938年著作《遊戲的人》中論證遊戲是人類文化產生的基本條件。他認為「遊戲比文化更古老，因為文化總以人類社會為前提，而動物無需人類教導便懂得遊戲」，並將遊戲視為語言、法律、戰爭、哲學與藝術等複雜人類活動的起源。

## 前現代時期

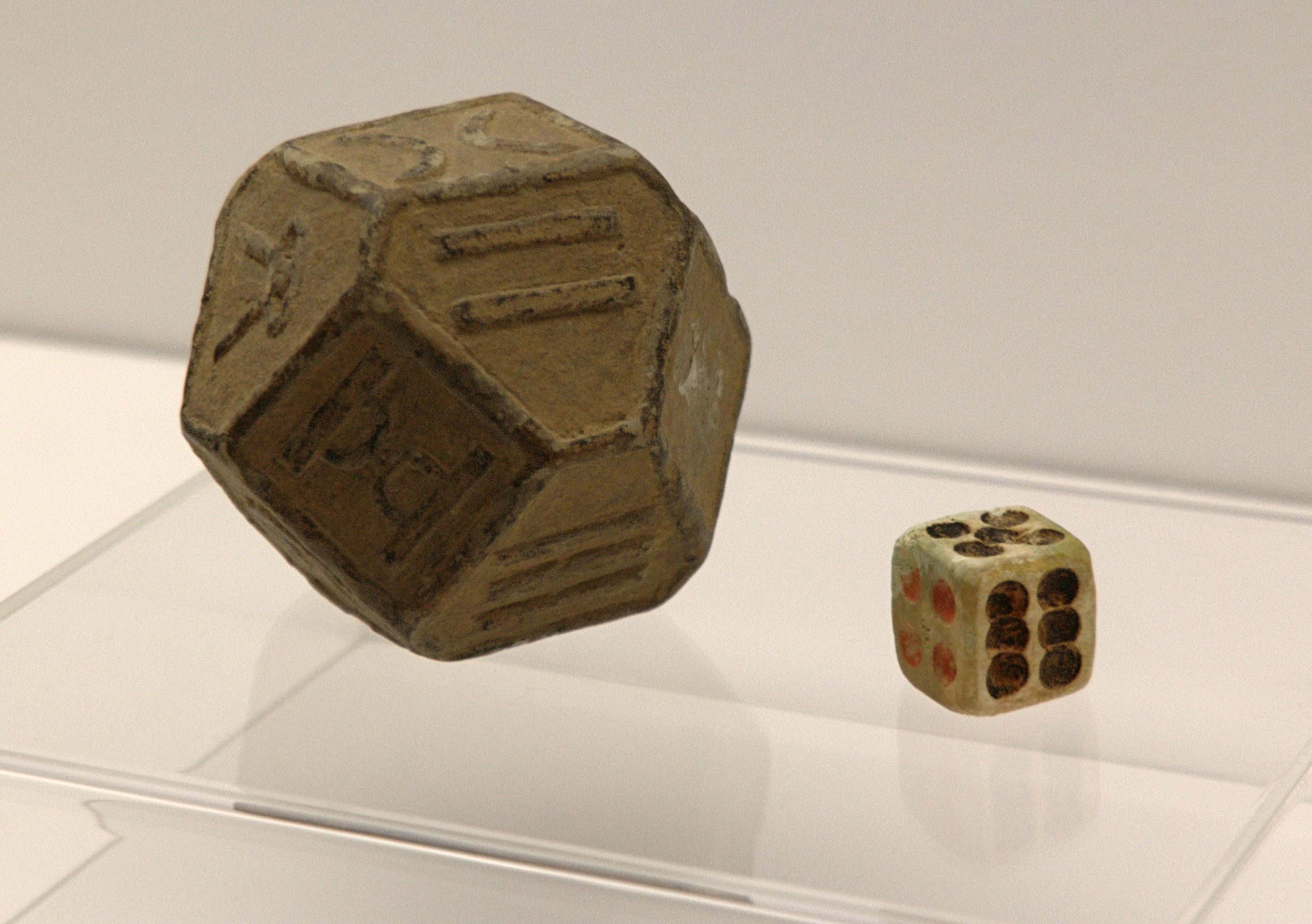
中國骰子，戰國時期（左）與唐朝（右）

史前與古代最常見的遊戲工具多以骨製，尤以距骨為材的器具在全球多地發現，是羊拐骨與骰子遊戲的前身。 骰子發明至少五千年前，早期骰子未必為六面。 這些骨器有時也用於占卜。其他遊戲用具可能包括貝殼、石塊與木棒。

### 中東與地中海
根據考古發現，版圖遊戲可能起源於古代近東。土耳其東南部五千年歷史的巴蘇爾土丘墓葬中發現的49件彩繪小雕像，可能是迄今最古老的遊戲棋子。 研究人員將此發現命名為「狗與豬」。早期版圖遊戲是精英階層的消遣，並作為外交禮物贈送。
最早確知的版圖遊戲是埃及前王朝時期墓葬（約公元前3500年）發現的賽尼特棋，其棋盤由三排十格共三十方格組成，玩家根據投擲結果移動棋子。隨時間推移，該遊戲逐漸反映埃及宗教觀念，最終格象徵靈魂與太陽神拉-赫拉克提的結合。
烏爾王族局戲（又稱「二十方格遊戲」）使用精緻棋盤與棋子，年代為公元前2600-2400年。 巴比倫泥板文獻顯示該遊戲具天文學意義並可用於占卜。 類似遊戲在伊朗、克里特島、斯里蘭卡等地均有發現。
1977年意大利考古隊在伊朗沙赫里索克塔發現的「二十方格」遊戲組（含27件棋子與4枚骰子，年代公元前2600-2400年），經學者研究復原後被認為是現存最古老完整版圖遊戲。

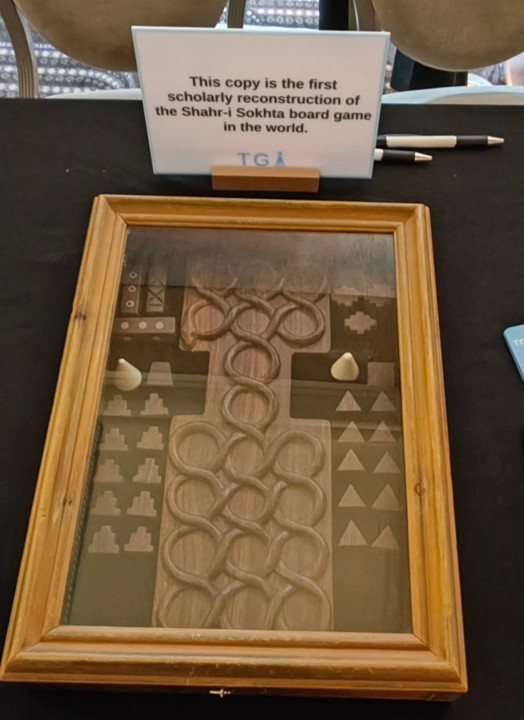
學者復原的沙赫里索克塔版圖遊戲

另一著名埃及版圖遊戲「獵犬與胡狼」約公元前2000年出現，流傳至美索不達米亞，考古發現超過68塊相關棋盤。 該二人競速遊戲使用10枚犬首或胡狼首小棋子在29孔棋盤上行進。
古希臘與羅馬帝國流行競技球、骰子遊戲、九人莫里斯棋等。柏拉圖與荷馬提及的「petteia」棋類可能源於埃及。羅馬人發展出「盧德斯戰棋」，該二人戰爭遊戲通過包夾敵方棋子取勝。

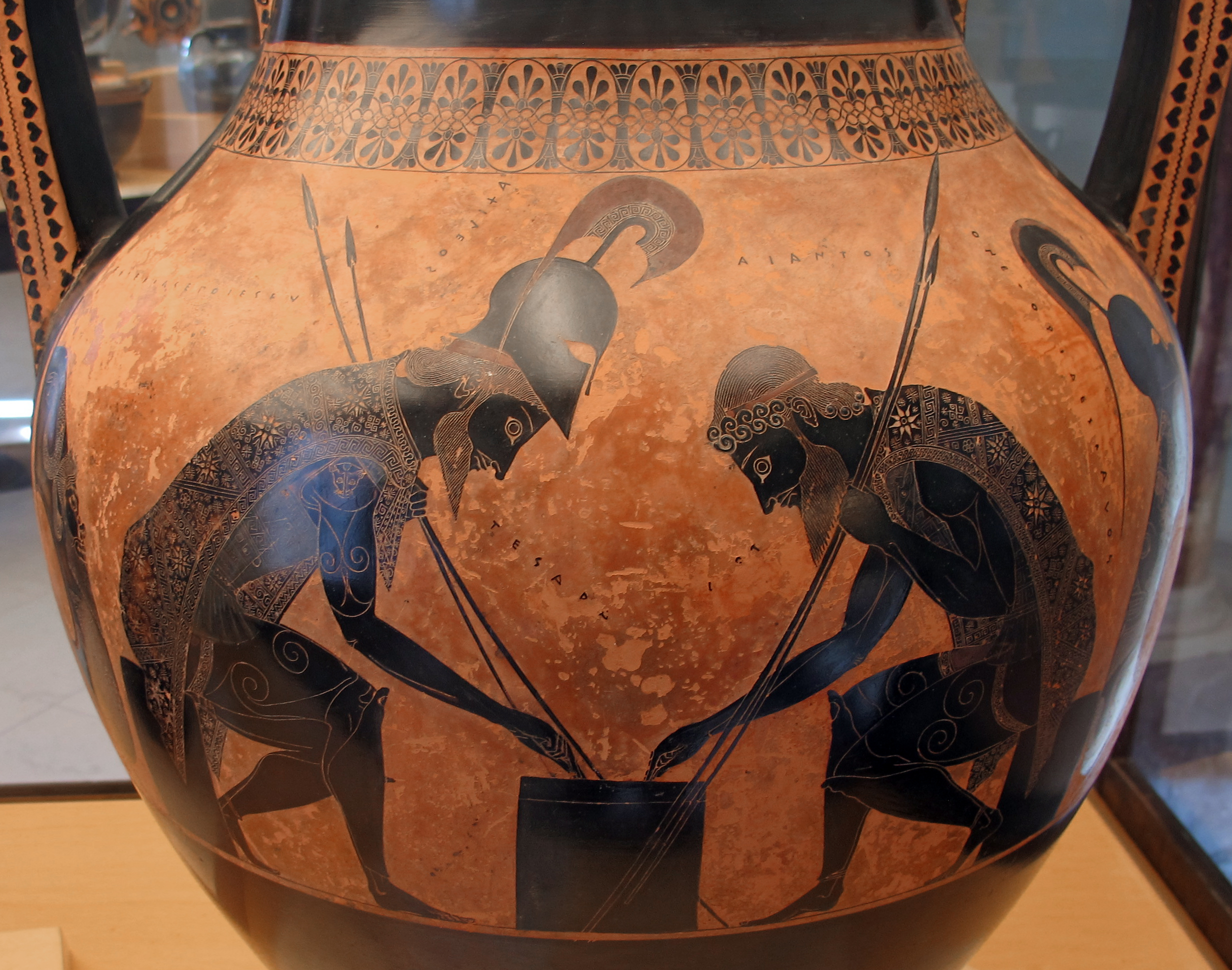
阿喀琉斯與埃阿斯玩petteia棋，約公元前540–530年，梵蒂岡博物館

### 印度
印度古代遊戲種類豐富，哈拉帕文明（約公元前2300年）已使用立方體與長方體骰子。《梨俱吠陀》（約公元前1000年）最早記載骰子遊戲，摩訶婆羅多顯示骰子遊戲受王室青睞。恰圖蘭卡（象棋前身）可能形成於貴霜帝國或笈多王朝時期，後傳播至波斯與中國。

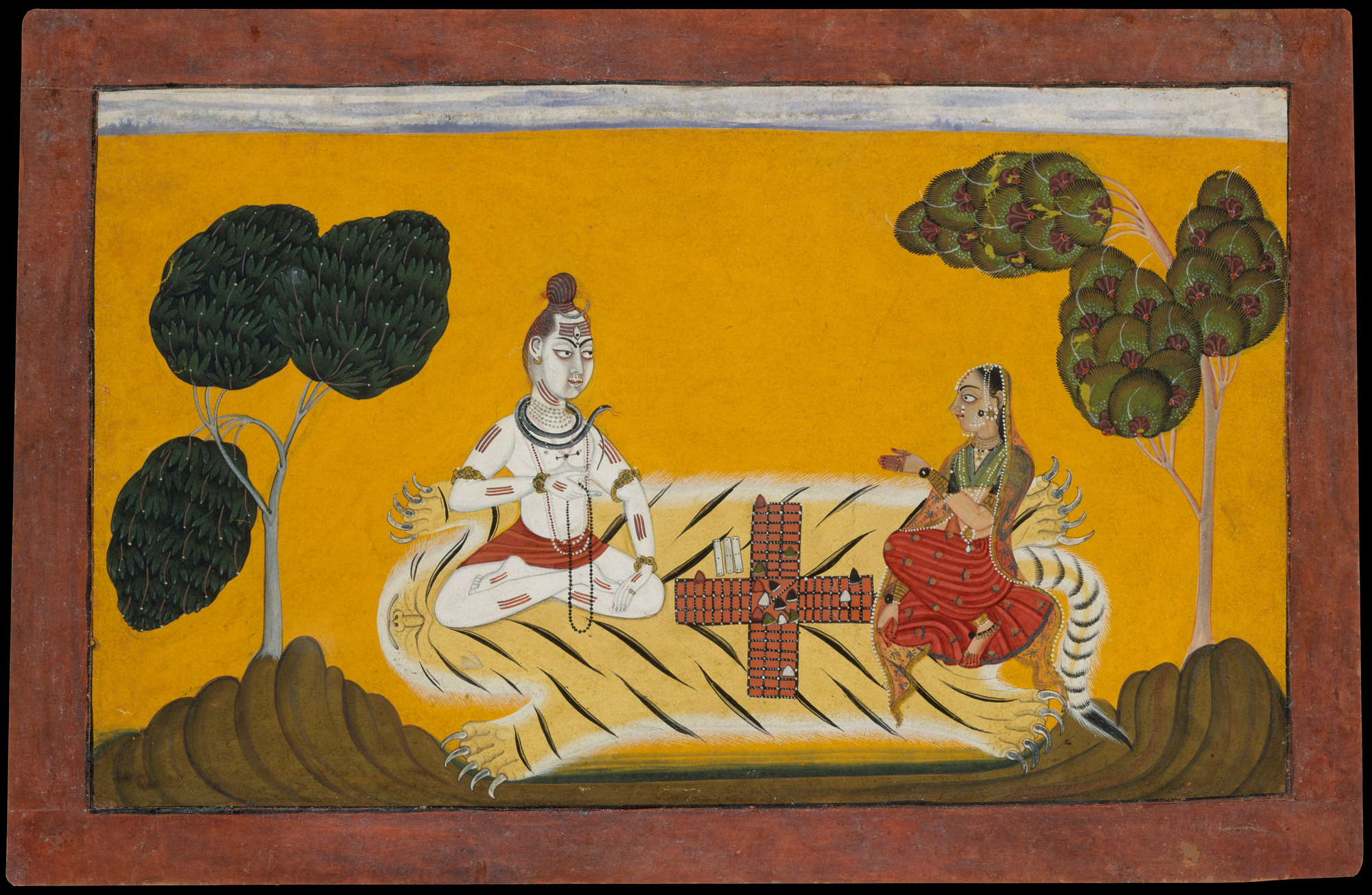
印度教神祇濕婆與帕爾瓦蒂玩chaupar棋，約1694–95年

「將軍」一詞源於波斯語「shah mat」（王已死）。 印度十字戲與蛇梯棋（原稱「vaikuntapaali」）是印度傳統遊戲，後者可能早至公元2世紀。莫臥兒帝國皇帝阿克巴曾在宮廷以奴隸為棋子玩chaupar棋。

### 東亞
中國古代遊戲六博盛行於戰國時期至漢朝。 圍棋最早見於《左傳》（約公元前4世紀），是中國古代君子四藝之一。 中國象棋可能形成於唐朝，日本將棋與韓國將棋是其衍生變體。

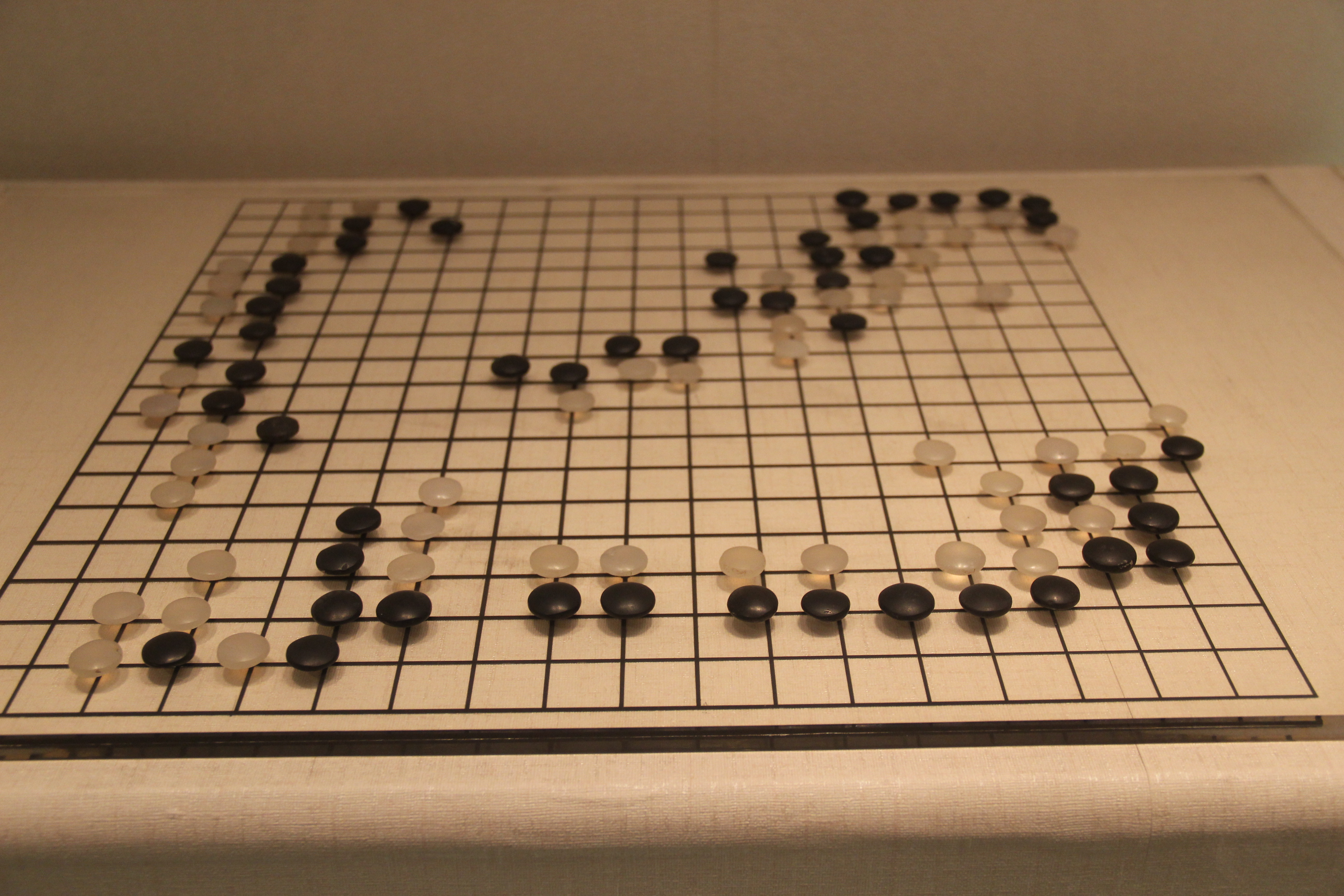
遼朝瑪瑙圍棋子

紙牌最早出現於9世紀中國唐朝， 而麻將則由明代馬吊牌演變而來。中國古代蹴鞠類似現代足球，捶丸則近似高爾夫。

### 歐洲
塔夫拉棋是古代日耳曼人與凱爾特人棋類，12世紀前流行於北歐。 國際象棋822年傳入科爾多瓦酋長國，1200年前後抵達英國與斯堪的納維亞。1283年阿方索十世下令編纂《遊戲之書》，記載多種棋類、骰子與桌遊。

## 現代遊戲

### 專業棋類
15世紀西班牙與意大利形成現代國際象棋規則，1851年首屆國際象棋錦標賽在倫敦舉行，1886年首屆世界國際象棋錦標賽在美國舉辦。日本將棋與圍棋在17世紀德川幕府支持下發展為職業運動，中國象棋協會則成立於1962年。

### 商業版圖遊戲

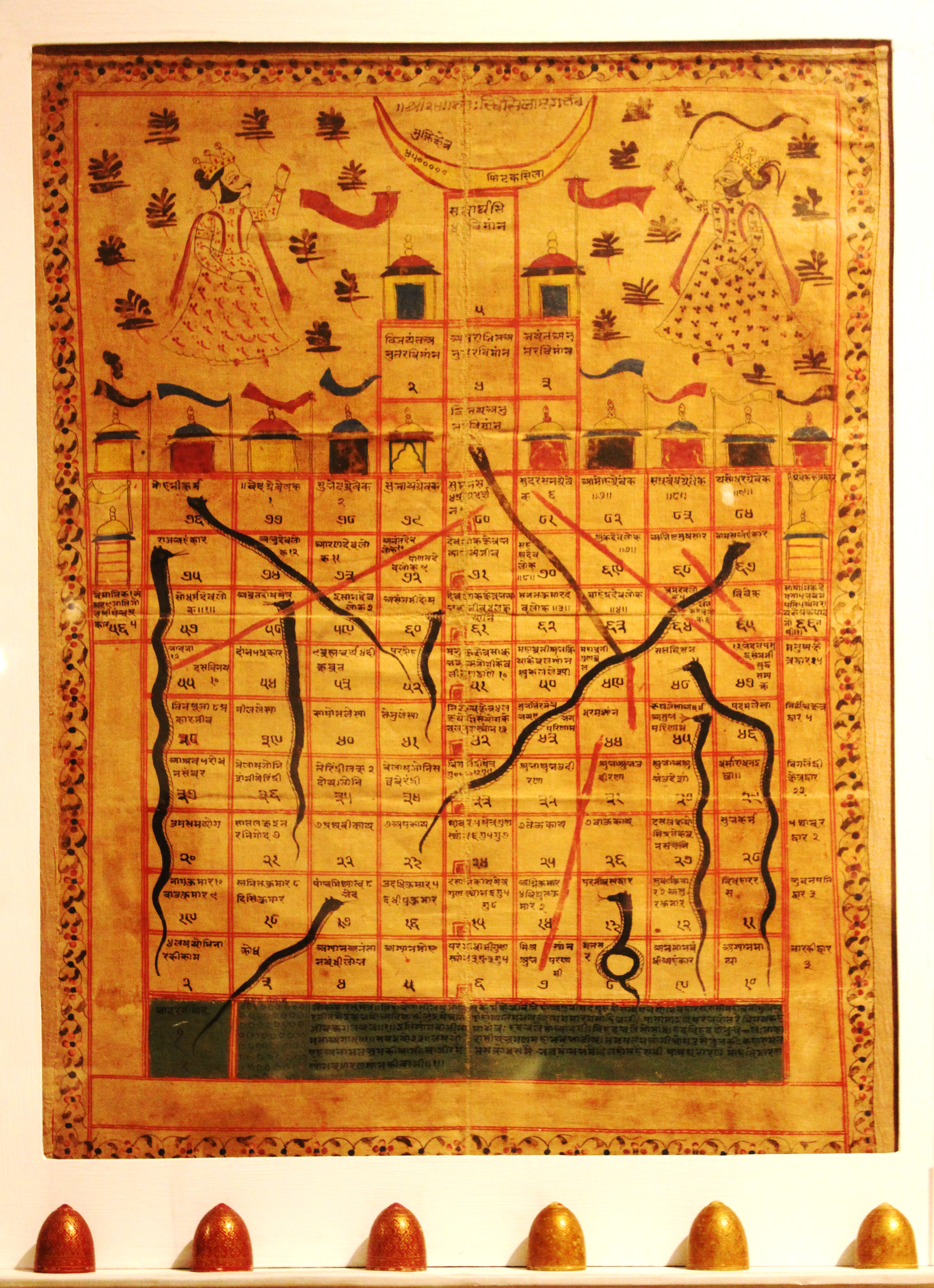
18世紀晚期耆那教布面gyan chauper棋盤，藏於印度國家博物館

印度十字戲1863年傳入西方，1869年美國首度註冊專利。蛇梯棋原為印度教道德教育工具，1943年米爾頓·布拉德利公司改編為《梯子與滑道》。1904年伊麗莎白·瑪姬設計《地主遊戲》啟發現代大富翁。

### 角色扮演遊戲

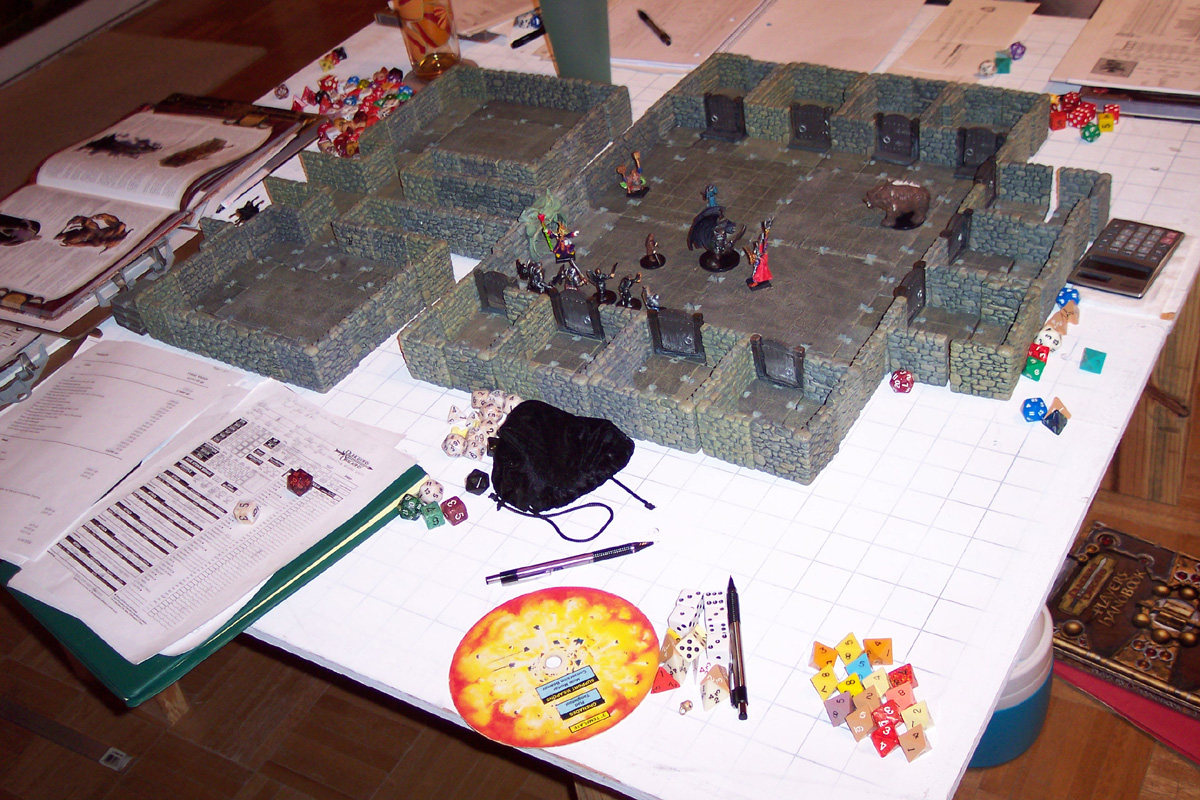
《龍與地下城》遊戲進行中

1974年加里·吉蓋克斯與戴夫·阿尼森推出《龍與地下城》，建立角色扮演遊戲基本框架，衍生出旅法師等科幻題材與泛用無界角色扮演系統等通用系統。